# Albert Touchard
Pour les articles homonymes, voir Touchard.
Albert Camille Touchard, né le 7 février 1876 à Paris 8e et mort le 28 août 1940 à Concarneau, est un écrivain français, lauréat du grand prix du roman de l'Académie française en 1935.

## Biographie
Fils du vice-amiral et ambassadeur de France Charles Touchard (1844-1930), il devient lui-même d'abord officier de marine. Admis à l'École navale en 1893, il est promu aspirant en 1896 puis enseigne de vaisseau en 1898, mais démissionne du service actif en 1902.
Il pratique ensuite le journalisme jusqu'à la Première Guerre mondiale. Après celle-ci, il officie comme critique de cinéma et s'adonne à la littérature. Romancier de la marine et des aventures de guerre, il était ami du comte Jean de Pange, qui le cite à plusieurs reprises dans son journal.

## Œuvres
- 1911 : traduction française en collaboration avec Serge Persky des Sept Pendus de Leonid Andreev.
- 1913 : « La Maîtrise de l'Adriatique », Revue militaire générale, Berger-Levrault, 1913.
- 1924 : La Mort du loup
- 1926 : L'Abordage
- 1928 : Le Bateau rouge (en collaboration avec Louis Artus)
- 1928 : Le Cuirassé Philanthropie
- 1930 : Parmi les pêcheurs bretons (paru en feuilleton dans le quotidien Le Figaro[3])
- 1931 : Le Quart d'heure japonais
- 1933 : Le Déserteur
- 1934 : La Guêpe, Grand prix du roman de l'Académie française en 1935.
- 1935 : Le Dangereux Baiser